# Slottet Petronell

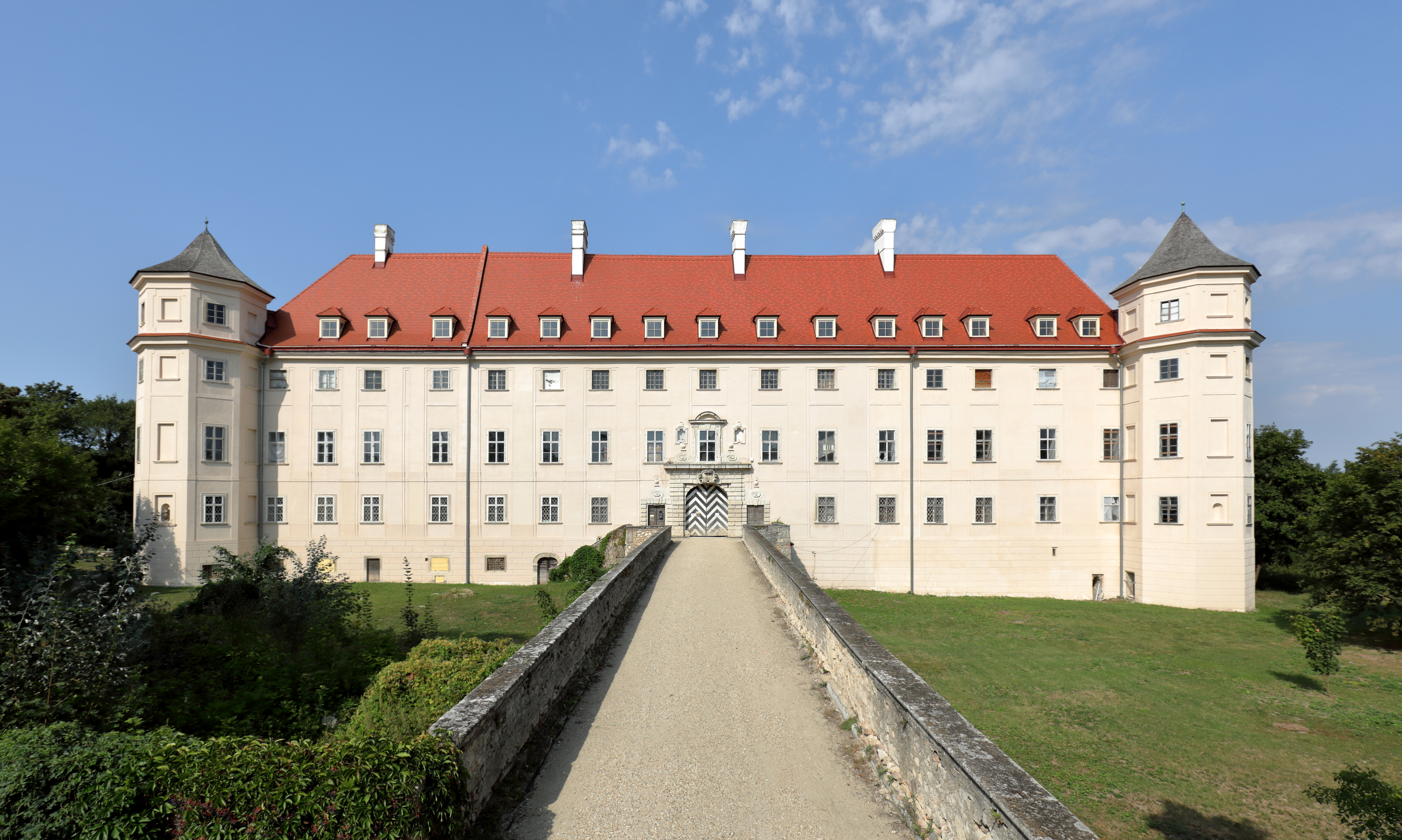
Slottet Petronell

Slottet Petronell är ett slott i det österrikiska förbundslandet Niederösterreich. Slottet Petronell är beläget i kommunen Petronell-Carnuntum ca 40 kilometer öster om Wien. 
Slottet Petreonell byggdes för familjen Abensperg-Traun på platsen för en äldre vattenborg mellan 1660 och 1667. Arkitekten Domenico Carlone ritade en mäktig anläggning med fyra flyglar i italienskt inspirerat barock stil med ett åttakantigt hörntorn. Fritrappan i innergården leder till festsalen i två våningar.
Slottet sattes i brand av osmanska trupper 1683, men återuppbyggdes på 1690-talet. Slottet var i familjen Abensperg-Trauns ägo fram till 2006 när det såldes till en privatperson. För närvarande pågår en omfattande renovering (planerad till 2011).